# مورلند کامبریا
مورلند کامبریا (به انگلیسی: Morland) یک روستا و محله مدنی در بریتانیا است که در منطقه ادن واقع شده‌است. مورلند کامبریا ۳۷۴ نفر جمعیت دارد.